# Narodowy Ruch Oporu
Narodowy Ruch Oporu (ang.: National Resistance Movement) – ugandyjska partia polityczna o profilu centroprawicowym. Jej założycielem i przywódcą jest Yoweri Museveni, który od 29 stycznia 1986 pełni urząd prezydenta Ugandy. 
W wyborach generalnych przeprowadzonych 18 lutego 2011 roku kandydat partii na prezydenta Yoweri Museveni odniósł zwycięstwo już w pierwszej turze. Zdobył 68,38% głosów, pokonując siedmiu kontrkandydatów przy frekwencji wynoszącej 59%. Partia uzyskała bezwzględną większość w parlamencie dostając 263 mandaty.